# Övre Rösttjärnen
Övre Rösttjärnen är en sjö i Härjedalens kommun i Hälsingland och ingår i Ljungans huvudavrinningsområde.